# Quercus ellipsoidalis
Quercus ellipsoidalis — вид рослин з родини Букові (Fagaceae); поширений у Канаді й США.

## Опис
Це від середнього до великого розміру листопадне дерево, яке досягає 20 м і рідко до 40 м. Крона вузька; найнижча частина стовбура несе часто мертві гілки. Кора гладка, коричнева, стає злегка шорсткою. Гілочки темно-коричневі, спочатку вкриті блідими, густими волосками, стаючи голими. Бруньки червоно-коричневі, яйцюваті, п'ятикутні в перерізі. Листки 7.5–13 × 6–10 см; три часточки з кожного боку, з дуже глибокими пазухами; блискуче-зелені зверху й бліді знизу, голі, за винятком пучків волосків уздовж середньої жилки, червоні восени; ніжки листків голі, 2–5 см завдовжки. Жолудь від еліпсоїдного до округлого, завдовжки 1.2–2 см, коричневий; укладений на 1/3–1/2 довжини в чашечку; дозріває через 2 роки.

## Середовище проживання
Поширений на південному заході Онтаріо (Канада) й північно-центральній і північно-східній частинах США; також культивується.
Зростає на сухих піщаних ґрунтах, хоча зрідка і на помірно вологих схилах і нагір'ях. Його можна зустріти поряд із видами сосни, дуба, гікорі й осики; висота: 150–500 м.

## Використання
Деревина використовується для меблів, підлоги та палива.

## Загрози й охорона
Вид чутливий до дубового в'янення, спричиненого грибом Ceratocystis fagacearum, але масштаб загрози невідомий. Крім того, головною загрозою є зміни клімату.

## Галерея

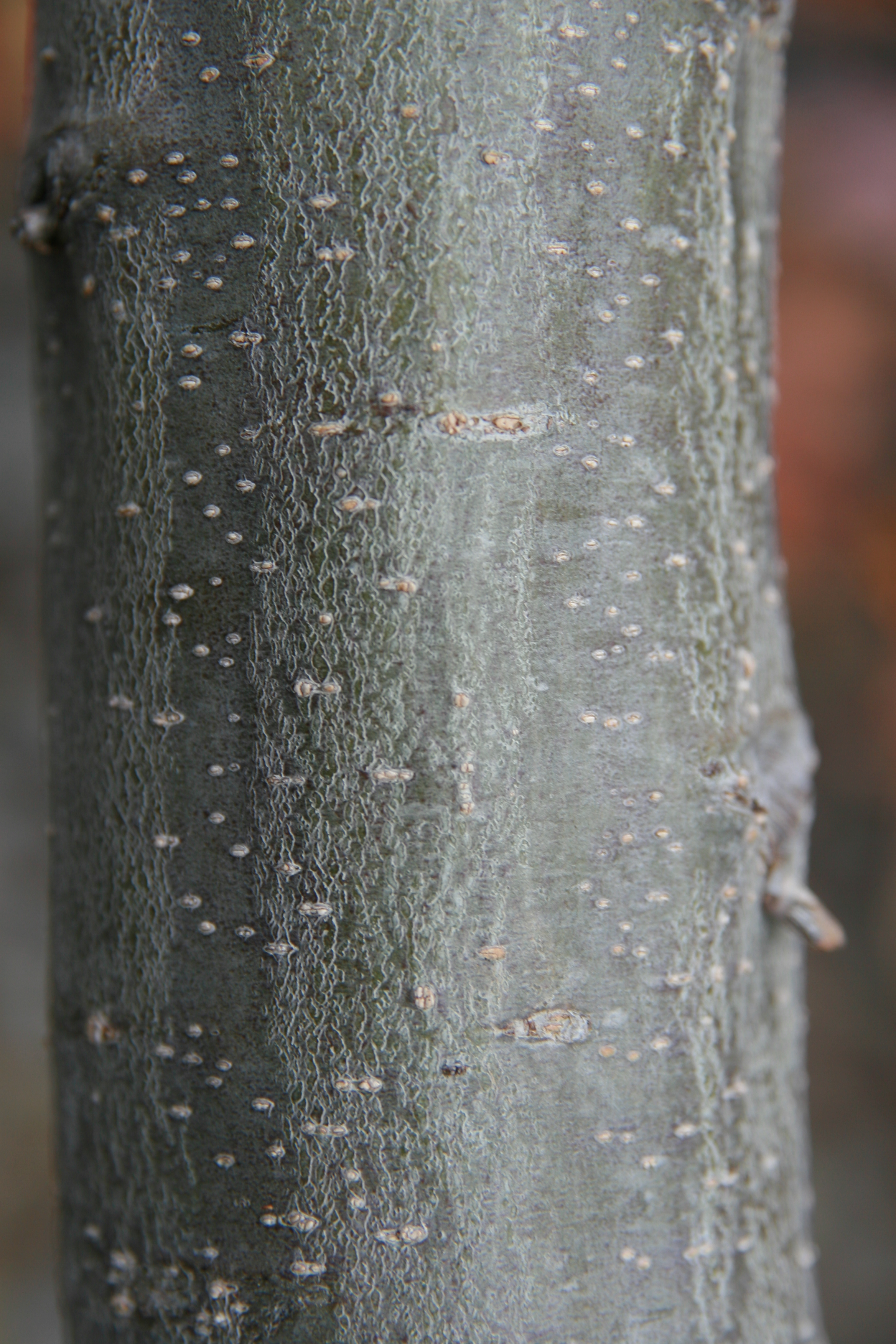
стовбур
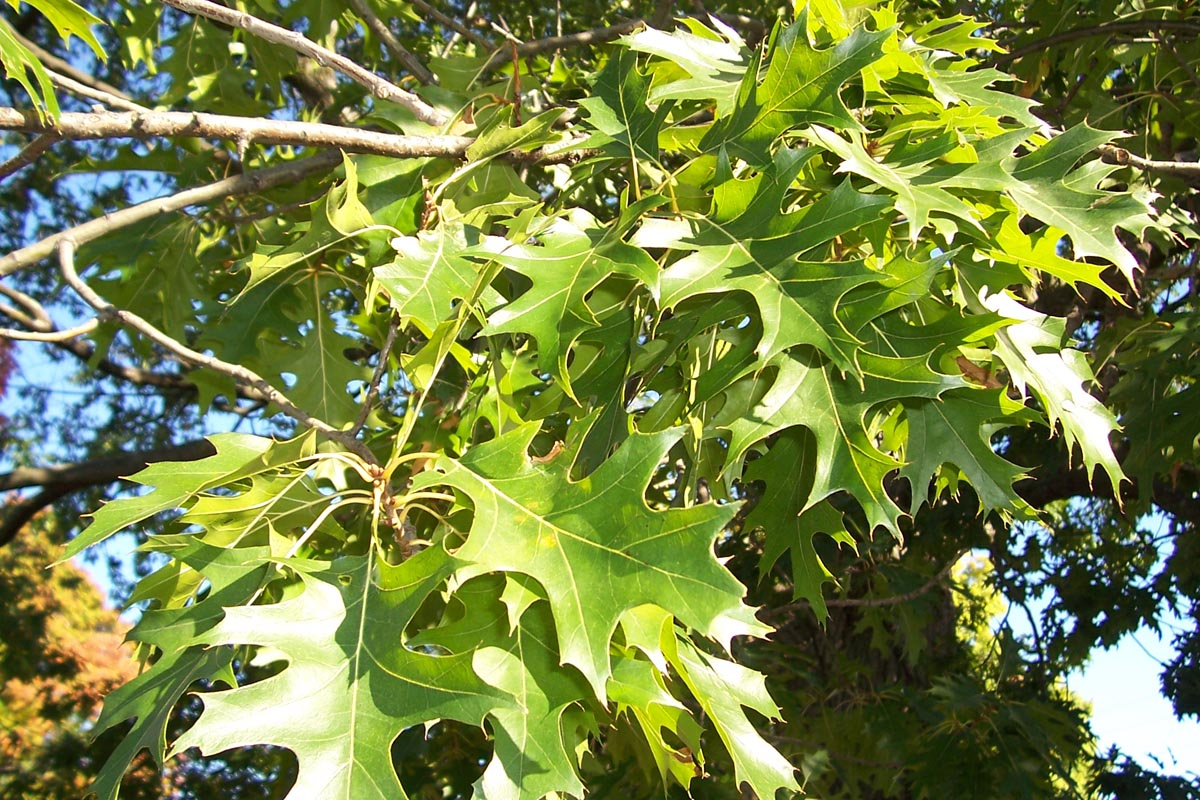
листя
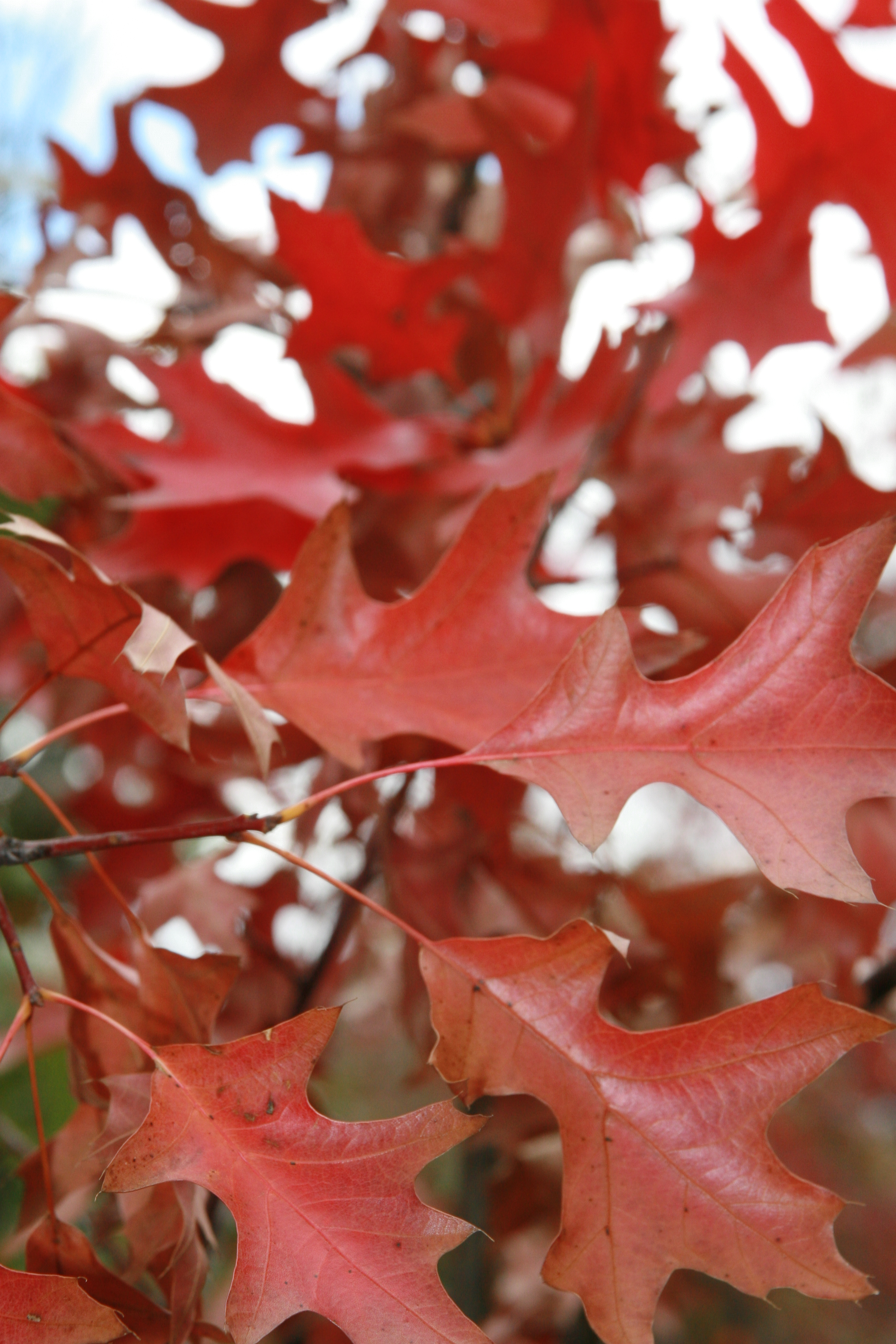
листя
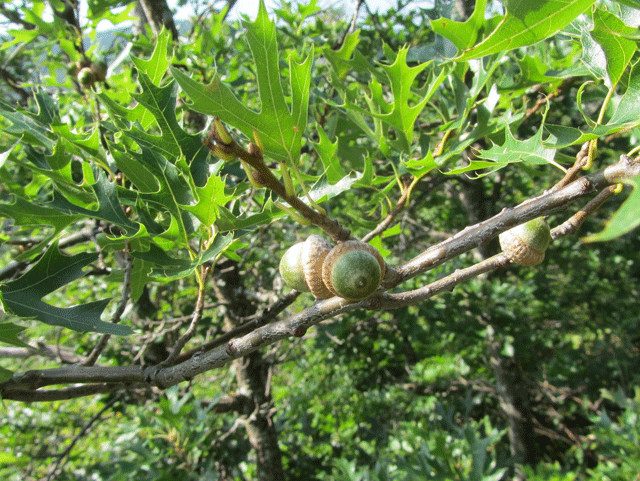
гілка з жолудями